# Michiko to Hatchin
Michiko to Hatchin (ミチコとハッチン, litt. Michiko et Hatchin) est une série télévisée d'animation japonaise produite par le studio Manglobe et réalisée par Sayo Yamamoto, dont c'est le premier travail de réalisatrice. Les deux rôles éponymes du titre sont interprétés respectivement par les actrices japonaises Yōko Maki (The Grudge) et Suzuka Ōgo (Mémoires d'une geisha).
La musique est composée par le musicien brésilien Alexandre Kassin  et produite par Shin'ichirō Watanabe. Un doublage français de la série a été diffusé sur la chaîne Gong sous le titre Finding Paradiso.

## Synopsis
L'histoire se déroule dans un pays fictif imprégné d'éléments culturels de pays d'Amérique latine, principalement du Brésil. La « Michiko » du titre est une femme charismatique et puissante qui s'échappe d'un centre pénitentiaire prétendument inviolable, tandis que Hatchin est une enfant fuyant une famille adoptive au comportement abusif. Les deux unissent leurs forces dans une improbable fuite vers la liberté.

## Personnages
- Michiko Malandro

Voix japonaise : Yōko Maki
Une femme de caractère et indépendante qui vient juste de s'échapper pour la quatrième fois de l'une des prisons les plus sévèrement gardées au monde. Michiko délivre Hana des traitements abusifs de ses parents adoptifs après s'être introduite chez ces derniers sur son scooter en traversant une fenêtre. Elle prétend qu'elle connait le père de Hatchin, qu'il était un homme bon et qu'elle était tombée amoureuse de lui au premier regard. Elle porte un mystérieux tatouage sur le ventre.
Âge : 27 ans
- Hana Morenos, surnommée Hatchin

Voix japonaise : Suzuka Ōgo
Une enfant plutôt calme vivant au sein d'une famille adoptive où elle est la victime de traitements abusifs aussi bien des adultes que des deux autres enfants jusqu'à ce que Michiko vienne à son secours (à la manière de Cendrillon). Elle hésite à faire confiance à Michiko, mais elles portent toutes les deux le même tatouage sur le ventre.
Âge : 9 ans (Depuis l'épisode 1 à 8) - 10 ans (Depuis l'épisode 9 à 21) - 17 ans (dans le dernier épisode) 
- Hiroshi Morenos

Voix japonaise : Kanji Tsuda
Le père d'Hana et l'ancien amour de Michiko. Bien qu'il soit officiellement tenu pour mort, Michiko est persuadée qu'il est vivant, quelque part, et sauve Hatchin afin de trouver des indices sur sa situation. Il semble qu'il porte le même tatouage que Michiko et Hatchin, mais sur l'épaule gauche.
- Atsuko Jackson, surnommée Jumbo à cause de Michiko Malandro

Voix japonaise : Maki Sakai
Elle a vécu dans le même orphelinat que Michiko et semble avoir un compte à régler avec elle. Elle est aujourd'hui dans la police et fut responsable de l'arrestation de Michiko douze ans avant le début de l'intrigue. Michiko s'amuse à l'appeler « Jumbo » pour la mettre en colère. (jumbo est un terme portugais qui désigne à la fois des fruits de syzygiums et une personne à la peau foncée.) Elle semble nourrir des sentiments contradictoires pour Michiko et on la voit parfois aider cette dernière à se sortir d'une mauvaise situation.
- Satoshi Batista

Voix japonaise : Masaki Miura
Un vieil ami d'Hiroshi, qui a pris le contrôle du syndicat criminel Monstro preto (littéralement monstre noir), lorsque Michiko était derrière les barreaux.
- Shinsuke Rodriguez

Voix japonaise : Jun Murakami
L'un des hommes de main de Satoshi, possédant un tempérament vicieux et sadique.
- Lénine

Voix japonaise : Kenshō Ono
C'est un garçon qui est amoureux de Hana

## Épisodes
Titres traduits par Gong.
1. Adieu, paradis sans cœur
2. La hors-la-loi couleur café
3. <<…tchin,>> hein ?
4. La voie lactée de la rue Chat
5. Le désir des fous (Partie 1)
6. Le désir des fous (Partie 2)
7. La monotonie de la pluie qui tombe
8. Bruit sombre et jeu fatal
9. La jeune fille amoureuse du chocolat
10. Les hyènes carnivores
11. Tempête au Point de départ
12. Télépathie par 108° au purgatoire
13. Poisson rouge des marécages
14. L'audace du coureur explosif
15. Graffitis en vain
16. Fausse déclaration
17. Rite de sang ! Œuvre qui déchire le cœur
18. Samba dans une folle trajectoire
19. Sombres papillons agaçants
20. Carnage au rendez-vous
21. Dernière valse hors saison
22. Tu es libre

## Musique
- Générique d'ouverture : Paraiso de Soil & "Pimp" Sessions.
- Générique de fin : Best Friend de Karutetto.